# Modern UI
Modern UI (eerder bekend als Metro) en in het Nederlands ook wel tegelinterface is de naam voor de gebruikersomgeving (user interface) ontwikkeld door Microsoft, in eerste instantie voor het gebruik in Windows Phone. Eerdere versies van Modern UI-interpretaties, zoals de typografie, begonnen zo vroeg als Microsoft Encarta 95 en MSN 2.0, en later geïmplementeerd in producten als Windows Media Center en Zune. Later werden de principes van Modern UI geïntroduceerd in Microsofts mobiele besturingssysteem, Windows Phone, de Xbox 360-dashboardupdate en Windows 8. Een speciaal gemaakte versie van Microsofts Segoe-lettertype, Segoe WP, is gebruikt als het standaardlettertype voor alle typografische elementen. Het was bevestigd door Microsoft op Computex dat Windows 8, de opvolger van Windows 7, zich laat inspireren door de Modern UI. Microsoft heeft ook in gedachten om het Modern UI design op andere producten en diensten toe te voegen, zoals de Xbox 360 en Microsoft Apps, om een verenigde en onderscheidende look te creëren op consumentenproducten en -diensten.
Medio 2012 besloot Microsoft de naam "Metro" niet langer te gebruiken. De apps in de nieuwe interface zullen voortaan Modern UI Style Apps genoemd worden. Ook de interface voor Windows Phone 8 heet voortaan Modern UI.

## Geschiedenis
Modern UI is gebaseerd op de designprincipes van het klassieke Swiss graphic design en de borden in metrostations. Vroege verschijnselen van deze stijl zouden kunnen worden gevonden in Windows Media Center voor Windows XP Media Center Edition, dat tekst prefereert als de primaire vorm van navigatie. Deze interface werd uitgebracht in latere herhalingen van Media Center. In 2006 knapte Zune zijn interface op door het Modern UI-principe te gebruiken. Microsoftdesigners besloten om de interface te herontwerpen en om meer focus te leggen op heldere typografie en minder op UI chrome. De Zune Desktop Client was ook herontworpen met een nadruk op typografie en helder design dat verschillend was van Zunes vorige "Portable Media Center gebaseerde UI". Vlakke, gekleurde "live tiles" werden geïntroduceerd in het Modern UI-design gedurende vroege Windows Phone-studies. Microsoft was begonnen met het integreren van deze elementen van het Modern UI-design in andere producten, met directe invloed worden gezien in nieuwere versies van Windows Live Messenger en Live Mesh.

## Ontwikkeling
Microsofts designteam zegt dat de Modern UI deels geïnspireerd is door tekeningen aanvankelijk gevonden op transportsystemen, bijvoorbeeld op die van het King County Metro-transitosysteem (vandaar de codenaam "Metro"), dat het Seattle-gebied dient waar Microsoft zijn hoofdkantoor bevindt. Modern UI legt nadruk op "goede" typografie en heeft grote tekst dat meteen opvalt. Microsoft zegt dat de Modern UI ontwikkeld is om "glad, snel, modern" en een "verfrissing" van pictogramgebaseerde gebruikersomgevingen als Windows, Android en iOS te zijn.
In alle gevallen wordt het "Segoe UI"-lettertype gebruikt, dat ontworpen is door Steve Matteson op Agfa Monotype en gepatenteerd door Microsoft. Voor Zune heeft Microsoft een aanpasbare versie gemaakt met de naam "Zegoe UI" en voor Windows Phone heeft Microsoft het lettertype "Segoe WP" gecreëerd. Op kleine verschillen na zijn de lettertypes over het algemeen hetzelfde.

## Reacties
De reacties over de Modern UI zijn verschillend. Het design werd over het algemeen goed ontvangen. Engadget schreef: "Microsoft continues its push towards big, big typography here, providing a sophisticated, neatly designed layout that's almost as functional as it is attractive (vertaling: Microsoft blijft zich inspannen voor grote typografie en biedt een verfijnde, netjes ontworpen lay-out die bijna net zo functioneel als aantrekkelijk is). CNET complimenteerde het Modern UI design, zeggende dat: "It's a bit more daring and informal than the tight, sterile icon grids and Rolodex menus of the iPhone and iPod Touch."
Daarnaast was er ook kritiek te horen, voornamelijk van Windows-gebruikers die de desktopmodus gewend zijn.

## Principes
Het Modern UI-ontwerp was speciaal ontworpen om veel voorkomende taken samen te voegen om het gebruik te versnellen. Dit wordt bereikt door het weglaten van overbodige grafische elementen en in plaats daarvan de inhoud zelf te laten fungeren als belangrijkste gebruikersinterface. De resulterende interfaces vormden grote hubs in plaats van kleinere knoppen en zijn geplaatst op een zijwaarts scrollende achtergrond. Paginatitels zijn gewoonlijk groot en maken dus ook gebruik van zijwaarts scrollen.
Animaties spelen een grote rol, met overgangen en gebruikersinteracties zoals drukken of vegen die aanvoelen als natuurlijke bewegingen. Dit is bedoeld om de gebruiker de indruk te geven dat de interface "levend" is en responsief, met "een extra gevoel van diepte". Microsoft heeft een lijst van principes als kern van de Modern UI intern opgesteld.